# Nereo Rocco
Nereo Rocco (Trieste, 20 maggio 1912 – Trieste, 20 febbraio 1979) è stato un calciatore e allenatore di calcio italiano, di ruolo centrocampista o attaccante. Era Soprannominato El paròn (Il Padrone).

## Biografia
Nacque a Trieste, nel rione di San Giacomo, il 20 maggio 1912. Già da piccolo si trasferì con la famiglia nel cosiddetto "Rion del Re" (così chiamato in quanto inaugurato nel 1925, giubileo di regno di Vittorio Emanuele III), nel sobborgo di Rozzol, dove poi abitò per tutta la vita con la moglie Maria Berzin e i figli Bruno e Tito. La famiglia di Rocco era di condizione agiata grazie all'azienda per il commercio delle carni di sua proprietà, che era un'importante realtà nelle forniture navali di allora.
La passione per il gioco del calcio nacque in Nereo fin da piccolo, osservando le partite della neonata Unione Sportiva Triestina che giocava in un campo di calcio vicino a casa sua: lo storico campo di Montebello dove la Triestina giocò fino al 1932, anno in cui si trasferì allo stadio di Valmaura, l'attuale stadio Giuseppe Grezar. Il cognome del padre Giusto (1891-1968) è Roch, austriaco di origine viennese. La madre era Giulia Schillan (1888-1952). Aveva due sorelle, Silvana (1913-1989) e Nedda (1919-1969).
Il nonno, Ludwig, un brillante borghese di Vienna, faceva il cambiavalute e fuggì per amore di quella che diventerà la nonna di Nereo: una ballerina o acrobata spagnola di Palma di Maiorca. Roch diventa Rocco nel 1925, quando per lavorare era obbligatorio avere la tessera del Fascio; il cognome italianizzato doveva inizialmente diventare Rocchi, ma l'impiegato all'anagrafe sbagliò e nacque così Rocco. Morì il 20 febbraio 1979 nell'ospedale Maggiore di Trieste, dopo una breve malattia; è sepolto nel cimitero monumentale Sant'Anna di Trieste.

## Carriera

### Calciatore

#### Club

##### Triestina

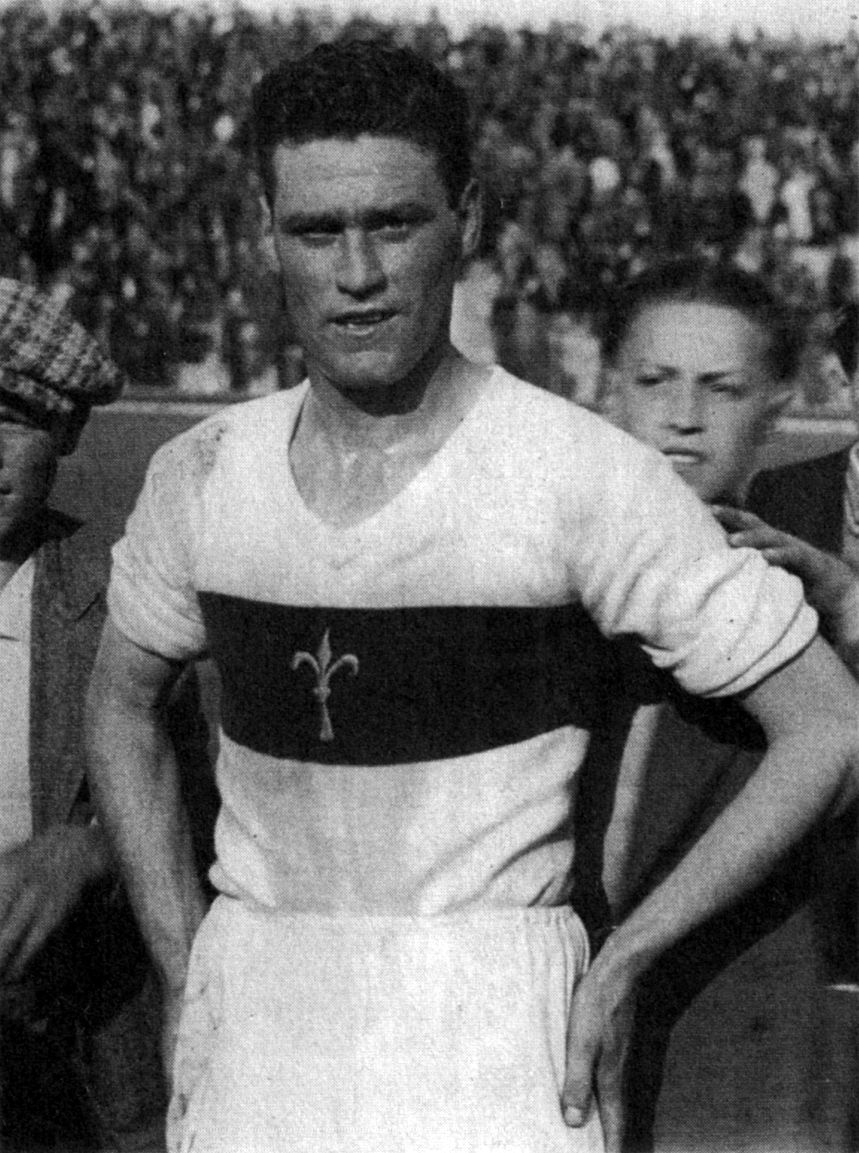
Un giovane Rocco calciatore della Triestina negli anni 1930

Rocco, prima di esordire come calciatore, organizzava piccoli tornei con gli amici, creando vere e proprie squadre fino a quando un giorno venne notato da Ovidio Paron, dirigente della Società Ginnastica Triestina, che lo portò tra le file della propria squadra. Nel 1927, grazie all'insistenza dell'amico Piero Pasinati, Rocco entrò a fare parte delle giovanili della Triestina per poi passare alle riserve della prima squadra. Dopo una presenza nel campionato di Divisione Nazionale 1928-1929, fece il proprio esordio in Serie A il 6 ottobre 1929 in una partita contro il Torino, persa dagli alabardati per 1-0 e diventò titolare a 18 anni, occupando il ruolo di mezzala. Rocco giocò con la Triestina dal 1928 al 1937, nove stagioni, giocando 235 partite e totalizzando 62 reti.

##### Napoli
Nel 1937 passò al Napoli, acquistato per 160.000 lire dell'epoca con il compagno di squadra Germano Mian, debuttando con la nuova squadra in campionato alla prima giornata, il 12 settembre 1937 nella sconfitta in trasferta contro il Bologna per 3-2 e segnando la prima rete il 14 novembre 1937, nona giornata di campionato, nel pareggio casalingo contro il Genova 1893 per 2-2, gol decisivo per il risultato finale e unico gol per quella stagione. L'anno successivo, a seguito dell'esonero dell'allenatore Eugen Payer, fece parte della commissione tecnica che guidò i partenopei, e con sei reti, tra cui una nella vittoria casalinga per 4-1 del 19 febbraio 1939 contro la Juventus, fu il cannoniere della squadra. Con i campani, in 52 partite, segnò 7 reti in massima divisione; tra questi, c'è il gol della vittoria del 5 febbraio 1939 ai danni del Milan per 1-0.. A Napoli, al Vomero, nasce il suo primo figlio Bruno.

##### Padova e fine carriera

Rocco (in piedi, secondo da destra) con la maglia del Padova

Passò quindi al Padova in Serie B, disputandovi 47 partite e siglando 14 reti; nella stagione 1942-1943 disputò il campionato di Serie C nelle file della squadra, prettamente militare, del 94º Reparto Distrettuale di Trieste. Chiuse la carriera con San Giusto (Divisione Nazionale 1944), Cacciatore Trieste (Prima Divisione) e Libertas Trieste in Serie C, ricoprendo nelle ultime due il ruolo di allenatore-giocatore. In totale Rocco ha disputato in massima serie 287 gare in 12 campionati, segnando 69 gol.

#### Nazionale
Indossò la maglia della Nazionale in un'occasione: Vittorio Pozzo lo schierò nella partita di qualificazione al campionato mondiale di calcio 1934, disputata il 25 marzo 1934 a Milano contro la Grecia e vinta dagli "azzurri" per 4-0. Pur facendo parte del gruppo che affrontò il ritiro in previsione del torneo, Rocco non risultò nella rosa dei convocati per il mondiale. Giocò anche in Nazionale B, segnando il gol con cui, il 27 ottobre 1935, gli azzurri batterono a Genova la nazionale della Cecoslovacchia per 3-1.

### Allenatore

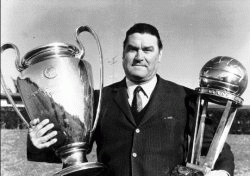
Rocco posa con la Coppa dei Campioni e la Coppa Intercontinentale vinte nel 1969

(Un celebre dialogo tra un giornalista e il paròn prima di una partita tra il suo Padova e la Juventus)

Kurt Hamrin con l'allenatore Rocco nella Serie A 1964-1965

Secondo alcuni (ma forse non secondo lui), da allenatore introdusse in Italia il "catenaccio", il modulo tattico prettamente difensivo ideato in Svizzera negli anni trenta. L'allenatore triestino sperimentò questo assetto già durante la sua carriera da giocatore, quando giocò nel ruolo di libero nella squadra della Libertas, negli anni dell'immediato dopoguerra. In un'amichevole contro la più quotata Triestina, Rocco riuscì a infliggere una clamorosa sconfitta agli alabardati, che lo prenotarono per l'anno seguente. La Triestina, finita ultima nella stagione 1946-1947 e ripescata per via della difficile situazione in cui versava la città nel dopoguerra, grazie al nuovo giovane tecnico e alla nuova tattica che prevedeva il battitore libero, arrivò addirittura a classificarsi seconda dietro al Grande Torino nel campionato 1947-1948. Con questo risultato, per molti versi misconosciuto nella sua città, iniziò la storia di Nereo Rocco allenatore.
Gli venne dato quasi subito il soprannome di el paròn ("il padrone"), soprannome che lo accompagnò per sempre, pur se contraddistinto da una certa bonomia.
Dopo due buoni ottavi posti nelle stagioni seguenti, 1948-1949 e 1949-1950, Rocco venne allontanato dalla Triestina per ragioni mai del tutto chiarite e assunto dal Treviso, in Serie B. Dopo tre stagioni anonime con i trevigiani, Rocco venne richiamato alla guida della Triestina in Serie A, ma ancora fu esonerato nel corso della stagione 1953-1954 dopo un pesante 0-6 casalingo patito contro il Milan.

Rocco con Helenio Herrera prima di un derby della Madonnina nella stagione di Serie A 1967-1968

Rocco non rimase disoccupato a lungo: infatti fu chiamato a salvare un malcapitato Padova, relegato nei bassifondi della cadetteria, pur avendo in rosa giocatori di categoria. Dopo una salvezza insperata, Nereo Rocco preparò il suo Padova per il grande salto in Serie A, che avvenne nella stagione successiva 1954-1955. Nella sessione acquisti estiva Rocco fece acquistare Blason, già con lui nella Triestina che si piazzò seconda, Moro e Azzini, destinati a diventare suoi fedelissimi. Nella stagione 1957-1958 il Padova si classificò terzo e negli anni successivi continuò a piazzarsi sempre nelle zone medio - alte della classifica.
Dopo avere allenato con Paolo Todeschini la Nazionale olimpica, classificatasi al quarto posto ai Giochi della XVII Olimpiade di Roma, Rocco fu ingaggiato dal Milan, dove vinse lo Scudetto al primo campionato. Grande protagonista di quella stagione fu il diciannovenne Gianni Rivera. Nella stagione successiva (1962-1963), Rocco mise in bacheca la prima Coppa dei Campioni del Milan e del calcio italiano, battendo a Wembley il Benfica di Eusebio. Dopo questi trionfi, Rocco finì al Torino, guidandolo per tre stagioni, con l'acuto del terzo posto nella stagione 1964-1965, per poi assumere l'anno successivo sempre con i granata nella stagione 1966-1967 il ruolo di direttore tecnico. All'inizio della stagione 1967-1968 Rocco fu ingaggiato nuovamente dal Milan con il quale conquistò nuovamente lo scudetto e, nello stesso anno, la Coppa delle Coppe. La stagione seguente fu ancora il turno del massimo alloro europeo, vincendo la seconda Coppa dei Campioni mentre, in quella ancora successiva, dopo una memorabile sfida in Argentina contro l'Estudiantes, gli riuscì di conquistare la Coppa Intercontinentale che al Milan era sfuggita nel 1963 in una controversa sfida contro il Santos di Pelè.

Nereo Rocco e Luciano Chiarugi nel 1972-1973

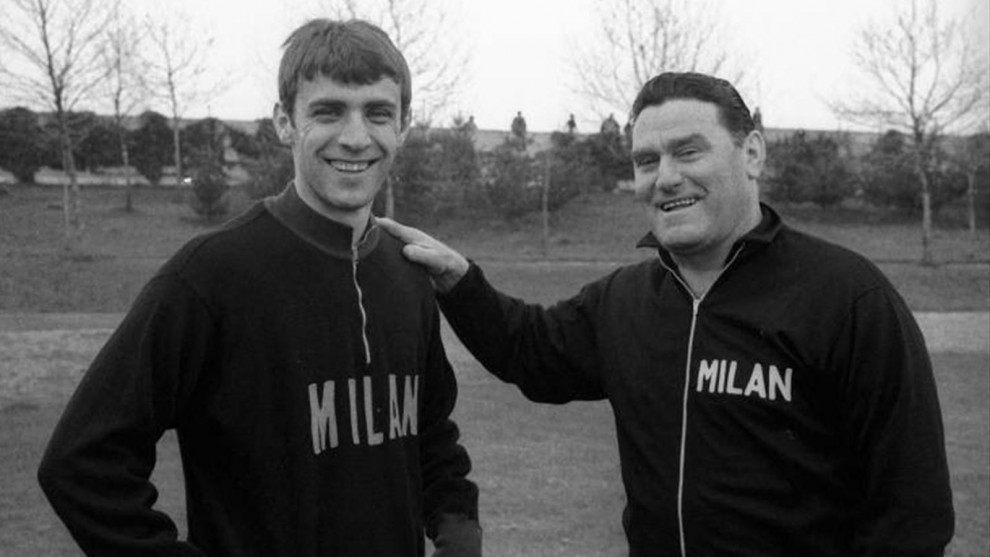
Rocco e Prati al Milan nell'annata 1967-1968

In quegli anni Rocco consacrò definitivamente il talento di Gianni Rivera; inoltre el paròn rivalutò gente come il portiere suo concittadino Fabio Cudicini e l'anziano svedese Kurt Hamrin, già fromboliere con lui al Padova. Dopo avere guidato i diavoli per altre tre annate, vincendo ancora una Coppa delle Coppe nel 1972-1973 e la Coppa Italia nel 1971-1972 e nel 1972-1973, l'allenatore triestino lasciò il Milan a febbraio 1974 per divergenze con la dirigenza. Passò quindi alla Fiorentina che sperava, unendo l'esperienza dell'allenatore triestino al talento e all'energia di alcuni giovani emergenti quali Antognoni, Caso, Della Martira, Desolati, Guerini, di potere lottare per lo scudetto. Ottenne un ottavo posto finale in campionato e lasciò la panchina gigliata a fine maggio 1975, proprio prima della fase finale di Coppa Italia che i viola vinsero.
Ricoprì successivamente il ruolo di direttore tecnico nel Padova e per due stagioni nel Milan, per poi tornare in panchina nel 1977 dopo l'esonero di Giuseppe Marchioro. Vinse la Coppa Italia edizione 1976-77. Detenne per 28 anni, dal campionato 1977-1978, il record di presenze come allenatore in Serie A con 787 partite, battuto solo nel 2006 da Carlo Mazzone (arrivato a 795 partite). Con dieci trofei ufficiali vinti (due Campionati, tre Coppe Italia, due Coppe dei Campioni, due Coppe delle Coppe, una Coppa Intercontinentale) durante i suoi periodi da allenatore/direttore tecnico, è, ancora oggi, l'allenatore più vincente della storia del Milan, nonché quello con più panchine in gare ufficiali all'attivo della stessa squadra.

## Riconoscimenti postumi

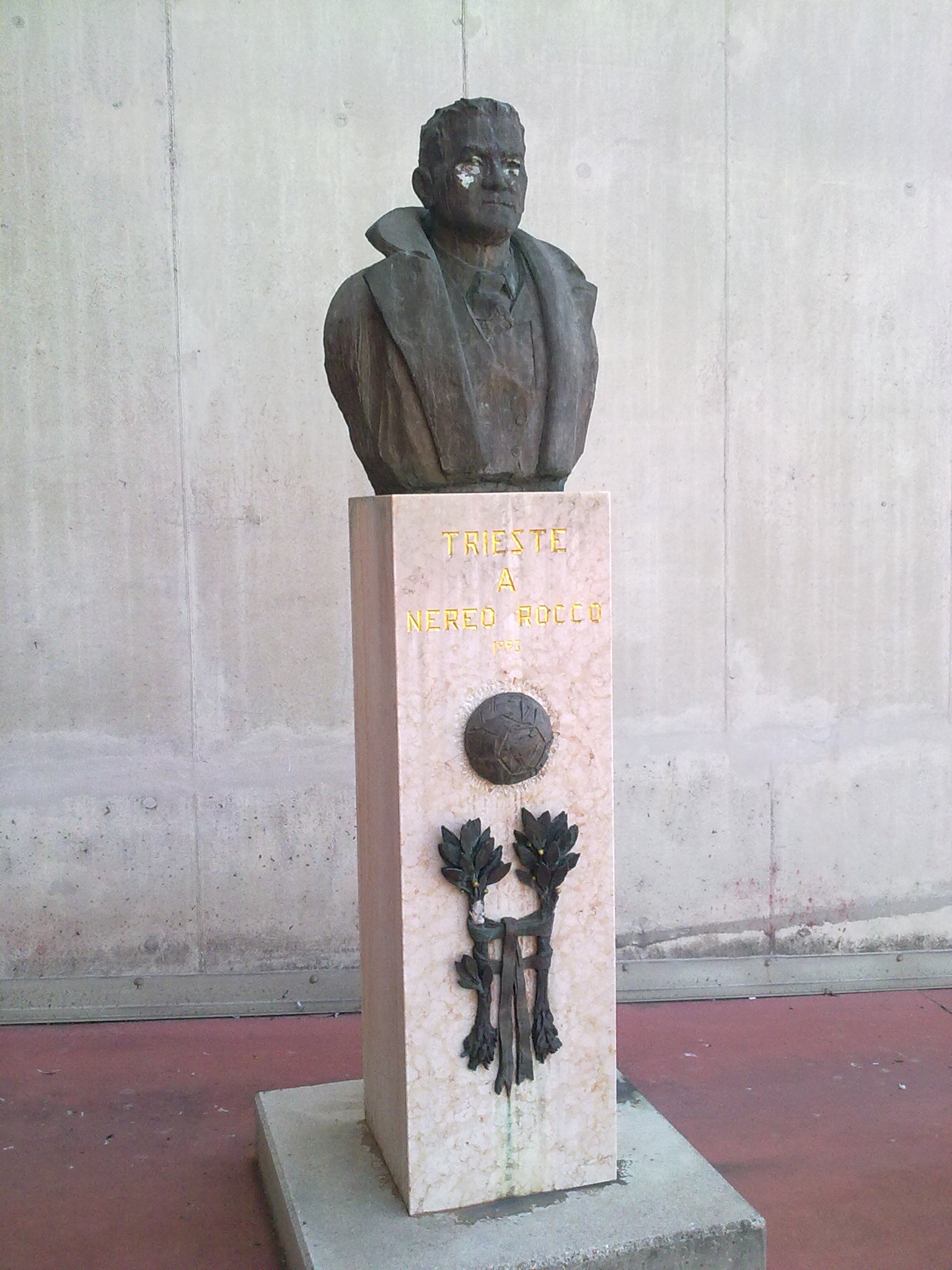
Mezzobusto di Rocco presso l'ingresso della tribuna Pasinati dello stadio di Trieste

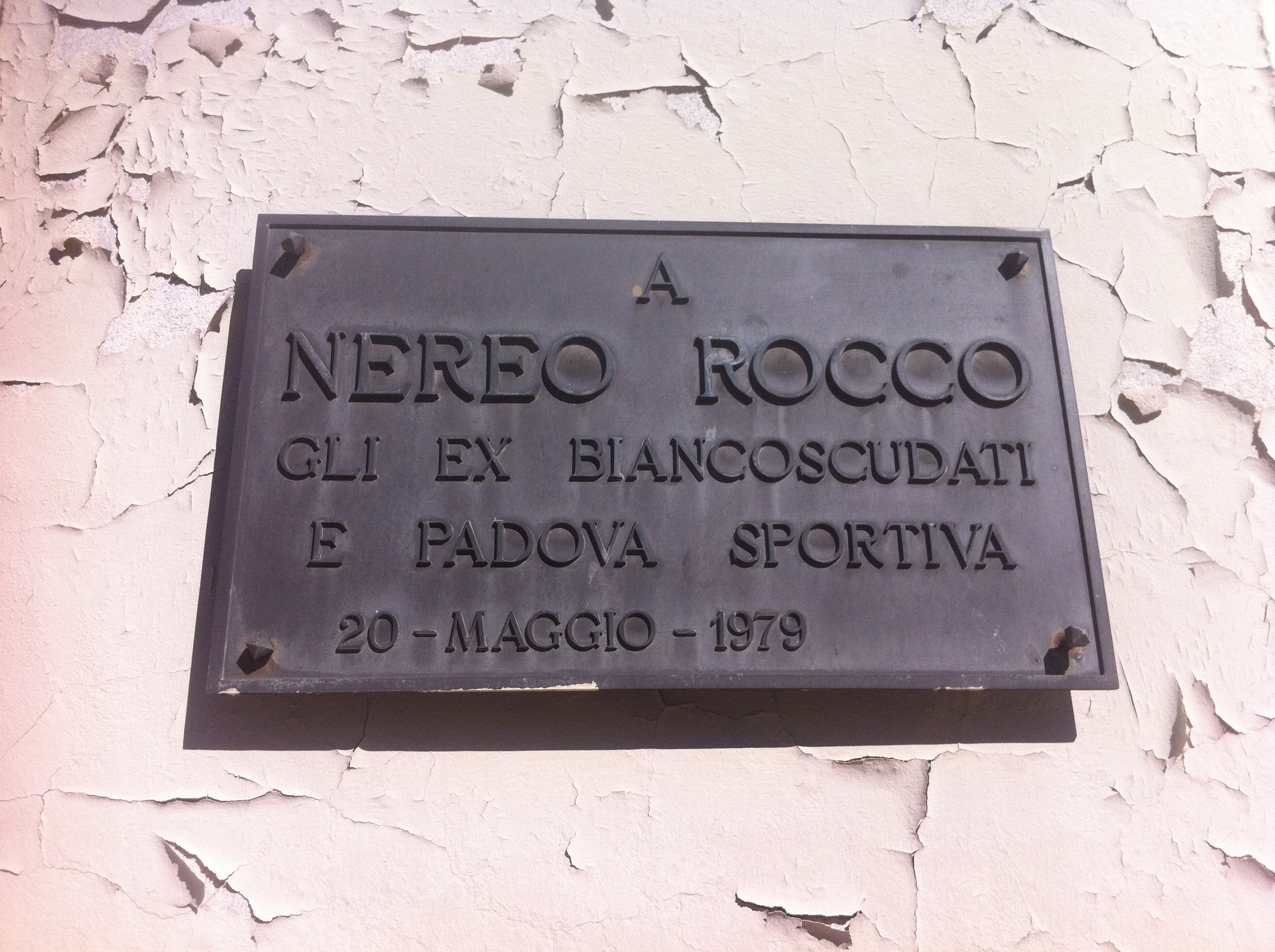
Targa commemorativa a Nereo Rocco negli edifici adiacenti al velodromo Giovanni Monti e allo stadio Silvio Appiani di Padova

- Il nuovo stadio di Trieste, una struttura da ventimila posti a sedere che ospita le partite della Triestina venne inaugurato il 18 ottobre 1992 e battezzato in suo onore con il nome di stadio Nereo Rocco.[33]
- A Milanello, il centro sportivo del Milan, all'entrata è posta una sua statua a Suo omaggio e ricordo.[34]
- Anche lo stadio di Marcon (VE) è intitolato al paròn.[35]
- Anche il campo sportivo della squadra di calcio della Polisportiva Opicina, squadra dilettantistica del carso triestino, è intitolato a Nereo Rocco.
- La via in cui è situato lo stadio Euganeo di Padova è stata intitolata a Nereo Rocco.
- In suo onore a Napoli, nel quartiere di Secondigliano, è nata la "Scuola Calcio Nereo Rocco" fondata nel 1978 da Bruno Marasco, allenatore poi diventatone presidente.[36]
- A Trieste, presso il magazzino 26 del Porto Vecchio, in occasione dei cento anni dalla sua nascita, a partire dal 15 maggio fino al 31 luglio 2012, una mostra ha ripercorso interamente la sua vita, ricca di successi.[37]

## Nella cultura di massa
Tra il 1972 e il 1976 prese parte, insieme a numerosi altri sportivi e persone dello spettacolo, alla rubrica pubblicitaria televisiva Carosello, dove pubblicizzava le confezioni maschili Facis del Gruppo Finanziario Tessile (GFT).
Nel film del 2013 La farfalla granata, che narra la storia del calciatore Luigi Meroni, il ruolo di Nereo Rocco (che allenò Meroni al Torino) è interpretato da Francesco Pannofino.

## Statistiche

### Cronologia presenze e reti in nazionale
| Cronologia completa delle presenze e delle reti in nazionale ― Italia | Cronologia completa delle presenze e delle reti in nazionale ― Italia | Cronologia completa delle presenze e delle reti in nazionale ― Italia | Cronologia completa delle presenze e delle reti in nazionale ― Italia | Cronologia completa delle presenze e delle reti in nazionale ― Italia | Cronologia completa delle presenze e delle reti in nazionale ― Italia | Cronologia completa delle presenze e delle reti in nazionale ― Italia | Cronologia completa delle presenze e delle reti in nazionale ― Italia |
| Data                                                                  | Città                                                                 | In casa                                                               | Risultato                                                             | Ospiti                                                                | Competizione                                                          | Reti                                                                  | Note                                                                  |
| --------------------------------------------------------------------- | --------------------------------------------------------------------- | --------------------------------------------------------------------- | --------------------------------------------------------------------- | --------------------------------------------------------------------- | --------------------------------------------------------------------- | --------------------------------------------------------------------- | --------------------------------------------------------------------- |
| 25-3-1934                                                             | Milano                                                                | Italia                                                                | 4 – 0                                                                 | Grecia                                                                | Qual. Mondiali 1934                                                   | -                                                                     | 46’                                                                   |
| Totale                                                                |                                                                       | Presenze                                                              | 1                                                                     |                                                                       | Reti                                                                  | 0                                                                     |                                                                       |

| Cronologia completa delle presenze e delle reti in nazionale ― Italia B | Cronologia completa delle presenze e delle reti in nazionale ― Italia B | Cronologia completa delle presenze e delle reti in nazionale ― Italia B | Cronologia completa delle presenze e delle reti in nazionale ― Italia B | Cronologia completa delle presenze e delle reti in nazionale ― Italia B | Cronologia completa delle presenze e delle reti in nazionale ― Italia B | Cronologia completa delle presenze e delle reti in nazionale ― Italia B | Cronologia completa delle presenze e delle reti in nazionale ― Italia B |
| Data                                                                    | Città                                                                   | In casa                                                                 | Risultato                                                               | Ospiti                                                                  | Competizione                                                            | Reti                                                                    | Note                                                                    |
| ----------------------------------------------------------------------- | ----------------------------------------------------------------------- | ----------------------------------------------------------------------- | ----------------------------------------------------------------------- | ----------------------------------------------------------------------- | ----------------------------------------------------------------------- | ----------------------------------------------------------------------- | ----------------------------------------------------------------------- |
| 22-10-1933                                                              | Vercelli                                                                | Italia                                                                  | 4 – 4                                                                   | Ungheria                                                                | Amichevole                                                              | 1                                                                       |                                                                         |
| 3-12-1933                                                               | Lugano                                                                  | Svizzera                                                                | 0 – 7                                                                   | Italia                                                                  | Amichevole                                                              | 1                                                                       |                                                                         |
| 11-2-1934                                                               | Trieste                                                                 | Italia                                                                  | 2 – 0                                                                   | Austria                                                                 | Amichevole                                                              | -                                                                       |                                                                         |
| 27-10-1935                                                              | Genova                                                                  | Italia                                                                  | 3 – 1                                                                   | Cecoslovacchia                                                          | Amichevole                                                              | 1                                                                       |                                                                         |
| Totale                                                                  |                                                                         | Presenze                                                                | 4                                                                       |                                                                         | Reti                                                                    | 3                                                                       |                                                                         |

### Statistiche da allenatore

#### Club
In grassetto le competizioni vinte.
| Stagione         | Squadra          | Campionato       | Campionato | Campionato | Campionato | Campionato | Coppe nazionali | Coppe nazionali | Coppe nazionali | Coppe nazionali | Coppe nazionali | Coppe continentali | Coppe continentali | Coppe continentali | Coppe continentali | Coppe continentali | Altre coppe | Altre coppe | Altre coppe | Altre coppe | Altre coppe | Totale | Totale | Totale | Totale | % Vittorie | Piazzamento |
| Stagione         | Squadra          | Comp             | G          | V          | N          | P          | Comp            | G               | V               | N               | P               | Comp               | G                  | V                  | N                  | P                  | Comp        | G           | V           | N           | P           | G      | V      | N      | P      | %          | Piazzamento |
| ---------------- | ---------------- | ---------------- | ---------- | ---------- | ---------- | ---------- | --------------- | --------------- | --------------- | --------------- | --------------- | ------------------ | ------------------ | ------------------ | ------------------ | ------------------ | ----------- | ----------- | ----------- | ----------- | ----------- | ------ | ------ | ------ | ------ | ---------- | ----------- |
| 1947-1948        | Triestina        | A                | 40         | 17         | 15         | 8          | -               | -               | -               | -               | -               | -                  | -                  | -                  | -                  | -                  | -           | -           | -           | -           | -           | 40     | 17     | 15     | 8      | 42,50      | 4º          |
| 1948-1949        | Triestina        | A                | 38         | 13         | 12         | 13         | -               | -               | -               | -               | -               | -                  | -                  | -                  | -                  | -                  | -           | -           | -           | -           | -           | 38     | 13     | 12     | 13     | 34,21      | 9º          |
| 1949-1950        | Triestina        | A                | 38         | 14         | 12         | 12         | -               | -               | -               | -               | -               | -                  | -                  | -                  | -                  | -                  | -           | -           | -           | -           | -           | 38     | 14     | 12     | 12     | 36,84      | 9º          |
| ott. 1950-1951   | Treviso          | B                | 34         | 13         | 8          | 13         | -               | -               | -               | -               | -               | -                  | -                  | -                  | -                  | -                  | -           | -           | -           | -           | -           | 34     | 13     | 8      | 13     | 38,24      | Sub. 16º    |
| 1951-1952        | Treviso          | B                | 38         | 14         | 13         | 11         | -               | -               | -               | -               | -               | -                  | -                  | -                  | -                  | -                  | -           | -           | -           | -           | -           | 38     | 14     | 13     | 11     | 36,84      | 7º          |
| 1952-1953        | Treviso          | B                | 38         | 12         | 11         | 11         | -               | -               | -               | -               | -               | -                  | -                  | -                  | -                  | -                  | -           | -           | -           | -           | -           | 38     | 12     | 11     | 11     | 31,58      | 9º          |
| Totale Treviso   | Totale Treviso   | Totale Treviso   | 106        | 39         | 32         | 35         |                 | -               | -               | -               | -               |                    | -                  | -                  | -                  | -                  |             | -           | -           | -           | -           | 106    | 39     | 32     | 35     | 36,79      |             |
| 1953-feb. 1954   | Triestina        | A                | 21         | 4          | 6          | 11         | -               | -               | -               | -               | -               | -                  | -                  | -                  | -                  | -                  | -           | -           | -           | -           | -           | 21     | 4      | 6      | 11     | 19,05      | Eson.       |
| Totale Triestina | Totale Triestina | Totale Triestina | 137        | 48         | 45         | 44         |                 | -               | -               | -               | -               |                    | -                  | -                  | -                  | -                  |             | -           | -           | -           | -           | 137    | 48     | 45     | 44     | 35,04      |             |
| mar.-mag. 1954   | Padova           | B                | 11         | 5          | 2          | 4          | -               | -               | -               | -               | -               | -                  | -                  | -                  | -                  | -                  | -           | -           | -           | -           | -           | 11     | 5      | 2      | 4      | 45,45      | Sub. 13º    |
| 1954-1955        | Padova           | B                | 34         | 15         | 12         | 7          | -               | -               | -               | -               | -               | -                  | -                  | -                  | -                  | -                  | -           | -           | -           | -           | -           | 34     | 15     | 12     | 7      | 44,12      | 2º (prom.)  |
| 1955-1956        | Padova           | A                | 34         | 14         | 6          | 14         | -               | -               | -               | -               | -               | -                  | -                  | -                  | -                  | -                  | -           | -           | -           | -           | -           | 34     | 14     | 6      | 14     | 41,18      | 8º          |
| 1956-1957        | Padova           | A                | 34         | 8          | 16         | 10         | -               | -               | -               | -               | -               | -                  | -                  | -                  | -                  | -                  | -           | -           | -           | -           | -           | 34     | 8      | 16     | 10     | 23,53      | 11º         |
| 1957-1958        | Padova           | A                | 34         | 16         | 10         | 8          | CI              | 7               | 4               | 0               | 3               | -                  | -                  | -                  | -                  | -                  | -           | -           | -           | -           | -           | 41     | 20     | 10     | 11     | 48,78      | 3º          |
| 1958-1959        | Padova           | A                | 34         | 13         | 8          | 13         | CI              | 1               | 0               | 0               | 1               | -                  | -                  | -                  | -                  | -                  | -           | -           | -           | -           | -           | 35     | 13     | 8      | 14     | 37,14      | 7º          |
| 1959-1960        | Padova           | A                | 34         | 14         | 8          | 12         | CI              | 3               | 2               | 0               | 1               | -                  | -                  | -                  | -                  | -                  | -           | -           | -           | -           | -           | 37     | 16     | 8      | 13     | 43,24      | 5º          |
| 1960-1961        | Padova           | A                | 34         | 16         | 6          | 12         | CI              | 3               | 2               | 0               | 1               | -                  | -                  | -                  | -                  | -                  | CA          | 2           | 2           | 0           | 0           | 39     | 20     | 6      | 13     | 51,28      | 6º          |
| Totale Padova    | Totale Padova    | Totale Padova    | 249        | 101        | 68         | 80         |                 | 14              | 8               | 0               | 6               |                    | -                  | -                  | -                  | -                  |             | 2           | 2           | 0           | 0           | 265    | 111    | 68     | 86     | 41,89      |             |
| 1961-1962        | Milan            | A                | 34         | 24         | 5          | 5          | CI              | 1               | 0               | 0               | 1               | CdF                | 2                  | 0                  | 1                  | 1                  | CA          | 6           | 4           | 1           | 1           | 43     | 28     | 7      | 8      | 65,12      | 1º          |
| 1962-1963        | Milan            | A                | 34         | 15         | 13         | 6          | CI              | 2               | 1               | 0               | 1               | CC                 | 9                  | 7                  | 0                  | 2                  | CA          | 4           | 3           | 0           | 1           | 49     | 26     | 13     | 10     | 53,06      | 3º          |
| 1963-1964        | Torino           | A                | 34         | 9          | 17         | 8          | CI              | 7               | 4               | 2               | 1               | -                  | -                  | -                  | -                  | -                  | -           | -           | -           | -           | -           | 41     | 13     | 19     | 9      | 31,71      | 7º          |
| 1964-1965        | Torino           | A                | 34         | 16         | 12         | 6          | CI              | 2               | 1               | 0               | 1               | CdC                | 9                  | 5                  | 2                  | 2                  | -           | -           | -           | -           | -           | 45     | 22     | 14     | 9      | 48,89      | 3º          |
| 1965-1966        | Torino           | A                | 34         | 9          | 13         | 12         | CI              | 1               | 0               | 1               | 0               | CdF                | 2                  | 0                  | 1                  | 1                  | -           | -           | -           | -           | -           | 37     | 9      | 15     | 13     | 24,32      | 10º         |
| 1966-1967        | Torino           | A                | 34         | 10         | 18         | 6          | CI              | 3               | 2               | 0               | 1               | -                  | -                  | -                  | -                  | -                  | CdA         | 5           | 1           | 3           | 1           | 42     | 13     | 21     | 8      | 30,95      | 7º          |
| Totale Torino    | Totale Torino    | Totale Torino    | 136        | 44         | 60         | 32         |                 | 13              | 7               | 3               | 3               |                    | 11                 | 5                  | 3                  | 3                  |             | 5           | 1           | 3           | 1           | 165    | 57     | 69     | 39     | 34,55      |             |
| 1967-1968        | Milan            | A                | 30         | 18         | 10         | 2          | CI              | 10              | 4               | 5               | 1               | CdC                | 10                 | 4                  | 6                  | 0                  | -           | -           | -           | -           | -           | 50     | 26     | 21     | 3      | 52,00      | 1º          |
| 1968-1969        | Milan            | A                | 30         | 14         | 13         | 3          | CI              | 5               | 2               | 1               | 2               | CC                 | 7                  | 4                  | 1                  | 2                  | -           | -           | -           | -           | -           | 42     | 20     | 15     | 7      | 47,62      | 2º          |
| 1969-1970        | Milan            | A                | 30         | 13         | 10         | 7          | CI              | 3               | 1               | 2               | 0               | CC                 | 4                  | 3                  | 0                  | 1                  | CInt        | 2           | 1           | 0           | 1           | 39     | 18     | 12     | 9      | 46,15      | 4º          |
| 1970-1971        | Milan            | A                | 30         | 15         | 12         | 3          | CI              | 12              | 8               | 2               | 2               | -                  | -                  | -                  | -                  | -                  | -           | -           | -           | -           | -           | 42     | 23     | 14     | 5      | 54,76      | 2º          |
| 1971-1972        | Milan            | A                | 30         | 16         | 10         | 4          | CI              | 11              | 8               | 3               | 0               | CU                 | 10                 | 5                  | 2                  | 3                  | -           | -           | -           | -           | -           | 51     | 29     | 15     | 7      | 56,86      | 2º          |
| 1972-1973        | Milan            | A                | 30         | 18         | 8          | 4          | CI              | 7               | 5               | 1               | 1               | CdC                | 9                  | 7                  | 2                  | 0                  | -           | -           | -           | -           | -           | 46     | 30     | 11     | 5      | 65,22      | 2º          |
| dic. 1973-1974   | Milan            | A                | 17         | 8          | 4          | 5          | CI              | 3               | 1               | 0               | 2               | CdC                | 4                  | 3                  | 1                  | 0                  | SU          | 2           | 1           | 0           | 1           | 26     | 13     | 5      | 8      | 50,00      | Sub. 7º     |
| 1974-mag. 1975   | Fiorentina       | A                | 30         | 9          | 13         | 8          | CI              | 4               | 3               | 1               | 0               | CM                 | 4                  | 1                  | 1                  | 2                  | -           | -           | -           | -           | -           | 38     | 13     | 15     | 10     | 34,21      | Eson.       |
| feb.-lug. 1977   | Milan            | A                | 15         | 3          | 8          | 4          | CI              | 7               | 6               | 1               | 0               | CU                 | -                  | -                  | -                  | -                  | -           | -           | -           | -           | -           | 22     | 9      | 9      | 4      | 40,91      | 10º         |
| Totale Milan     | Totale Milan     | Totale Milan     | 280        | 144        | 93         | 43         |                 | 61              | 36              | 15              | 10              |                    | 55                 | 33                 | 13                 | 9                  |             | 14          | 9           | 1           | 4           | 410    | 222    | 122    | 66     | 54,15      |             |
| Totale carriera  | Totale carriera  | Totale carriera  | 938        | 385        | 311        | 242        |                 | 92              | 54              | 19              | 19              |                    | 70                 | 39                 | 17                 | 14                 |             | 21          | 12          | 4           | 5           | 1121   | 490    | 351    | 280    | 43,71      |             |

## Palmarès

### Allenatore

#### Club

##### Competizioni nazionali
- Campionato italiano: 2

Milan: 1961-1962, 1967-1968
- Coppa Italia: 3

Milan: 1971-1972, 1972-1973, 1976-1977

##### Competizioni internazionali
- Coppa dei Campioni: 2

Milan: 1962-1963, 1968-1969
- Coppa delle Coppe: 2  (record condiviso con Valerij Lobanovs'kyj, Johan Cruijff e Alex Ferguson)

Milan: 1967-1968, 1972-1973
- Coppa Intercontinentale: 1

Milan: 1969

#### Individuale
- Seminatore d'oro: 1

1962-1963
- Inserito nella Hall of Fame del calcio italiano

2012 (riconoscimento alla memoria)